# Catfish Blues
Pour les articles homonymes, voir Catfish (homonymie).
Catfish Blues est un spécial-TV d'animation français diffusé pour la première fois le 18 juin 2003 sur France 3. Le film est l'adaptation d'un roman éponyme de Gérard Herzhaft.

## Synopsis
Dans l'État du Mississippi, dans les années 1930, Théodore, jeune noir élevé par sa mère, est passionné par le blues.

## Fiche technique
- Nom original : Catfish Blues
- Réalisation : Hoël Caouissin
- Auteur Roman : Gérard Herzhaft
- Production : Dora Benousilio
- Musiques : David Herzhaft
- Origine :  France
- Maisons de production :  Les Films de l'Arlequin

## Voix françaises
- Peter King
- Marie-Christine Darah
- Mukuna Kashala
- Danièle Rezzi
- Odile Pedro Leal
- Lomé Pedro Leal
- Yaëlle Trulès
- Antonio Interlandi
- Yannick Samot
- Serge Abatucci
- Marc Brunet
- Didier Dufresne
- Philippe Rigot